# Đinh

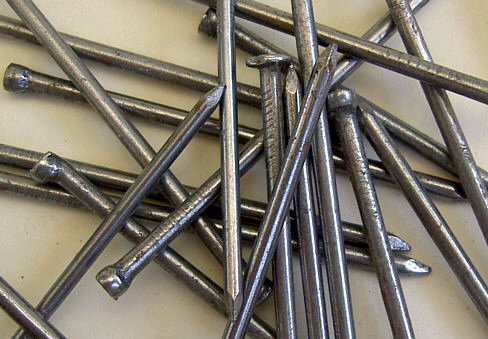
Một nắm đinh.

Trong Khoa học kỹ thuật, Nghề mộc và Xây dựng, một cái đinh là giống như cái ghim, đồ vật thép nhọn cứng hoặc hợp kim thường sử dụng như để đóng đinh. Trước đây đinh được làm bằng kim loại sắt, ngày nay đinh được làm từ hợp kim thép, thường thường được nhúng hoặc bọc với các chất chống mòn khi trong các điều kiện khắc nghiệt hoặc làm tăng thêm khả năng kết dính.
Đinh là loại dụng cụ tiêu biểu được đóng vô vật dụng bằng Búa hay một loại súng gọi là súng bắn đinh sử dụng khí lực hóa, hoặc là một ít thuốc nổ hoặc động cơ. Một cây đinh có thể giữ các vật chất với nhau bằng lực Ma sát trong các trục định hướng và sức cắt một bên. Một điểm của đinh cũng còn có khi uốn cong hoặc đóng gập đầu đinh sau khi đưa vô để phòng sự lỏng.
Đinh được làm từ nhiều trang thái khác nhau về hình thức, kiểu dáng cho từng nhu cầu của mỗi ngành nghề. Đinh thông dụng nhất là Đinh rời, hiện nay trong công nghiệp đóng tàu gỗ, pallet, mô-bin, bàn ghế... đều sử dụng Đinh dây hay còn gọi là Đinh cuộn, còn trong công nghiệp xây dựng nhà gỗ thì sử dụng Đinh vĩ nhựa. Các loại khác bao gồm ghim, đinh bấm và que nhọn.

## Lịch sử

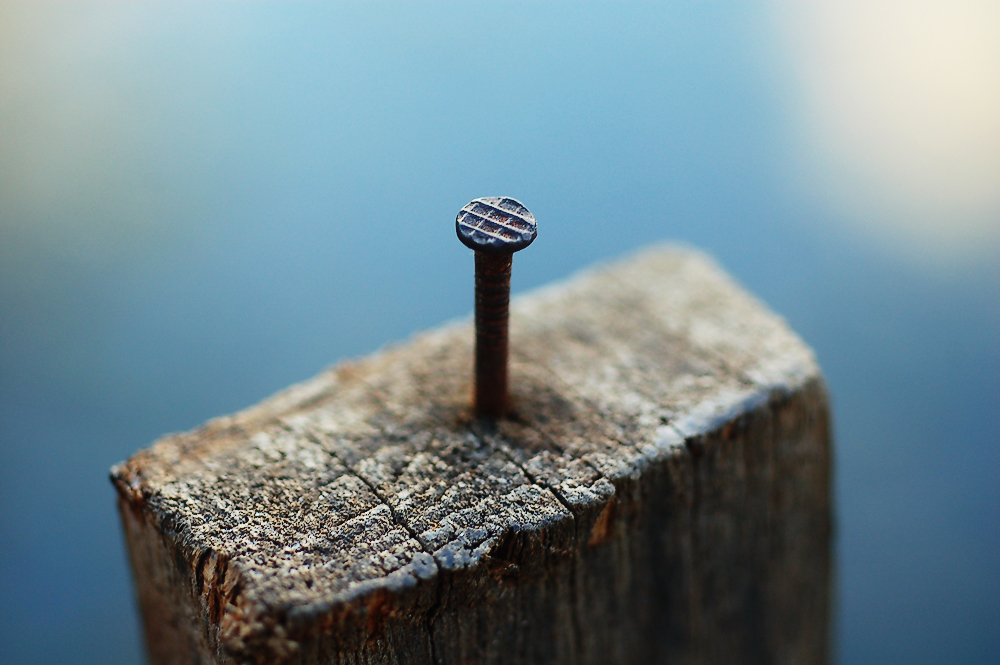
Đinh có thể được đóng bằng búa bắn bằng súng bắn đinh vào các vật liệu như gỗ.

Đinh xuất hiện ít nhất từ thời La Mã cổ đại. Trong Kinh thánh đã có nhắc đến việc vua David huy động một lượng sắt để làm đinh phục vụ cho việc sửa chữa đền Solomon. Cho đến cuối thế ký 18, đinh vẫn chủ yếu được làm bằng tay, và người thợ làm đinh sẽ chịu trách nhiệm chế tác đầu đinh cũng như đỉnh nhọn của đinh. Còn một người thợ khác gọi là "thợ cắt" hay "thợ xẻ" thì có nhiệm vụ chặt gọt các thanh sắt sao cho chúng có kích thước vừa vặn để làm đinh. Tuy nhiên vào năm 1590 máy cắt đinh chạy bằng sức nước đã được sử dụng ở Anh, điều này giúp sản xuất hàng loạt đinh với kích cỡ đồng đều nhau và đến đầu thế kỷ 17 các máy cắt đã gần như hoàn toàn thay thế sức người. Vào thế kỷ 19, với sự phát minh ra máy làm đinh, việc sản xuất đinh đã được cơ khí hóa hoàn toàn và đến cuối thế kỷ các xưởng làm đinh bằng tay đã hoàn toàn tuyệt tích.
Những chiếc đinh được cắt bằng máy xuất hiện lần đầu tiên ở Hoa Kỳ vào cuối thế kỷ 18. Chúng được cắt từ những tấm vật liệu phẳng (ban đầu là sắt, sau là thép) và cũng được gọi là "đinh vuông" vì có tiết diện hình chữ nhật. Hiện nay thì đinh rời vẫn được sử dụng trong việc phục chế các hiện vật lịch sử, trong một số hoạt động yêu cầu lao động nặng như lắp các tấm bảng vào các bức tường làm bằng gạch đá, tuy nhiên nó không còn được sử dụng rộng rãi và phổ biến như đinh dây.

## Công dụng

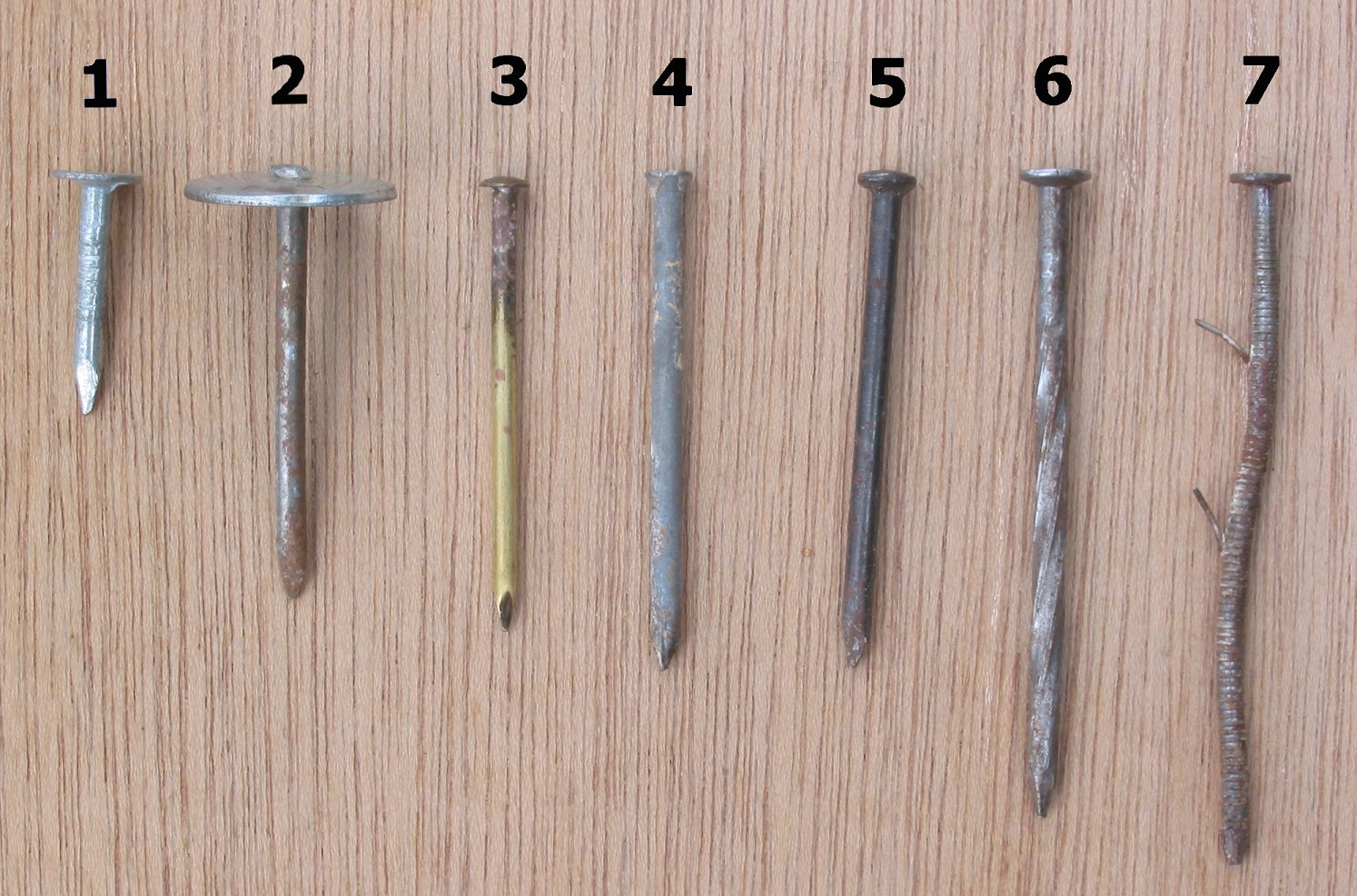
Các loại đinh khác nhau: 1) Đinh mái nhà, 2) Đinh đóng mái nhà hình dù, 3) Đinh đồng escutcheon, 4) Đinh hoàn thiện, 5) Đinh bê tông, 6) đinh xoắn dọc, và 7) đinh xoắn hình vòng

Các dạng đinh bao gồm:
- brass tack
- bullethead nail
- canoe tacks
- carpet tack

## Đinh trong nghệ thuật

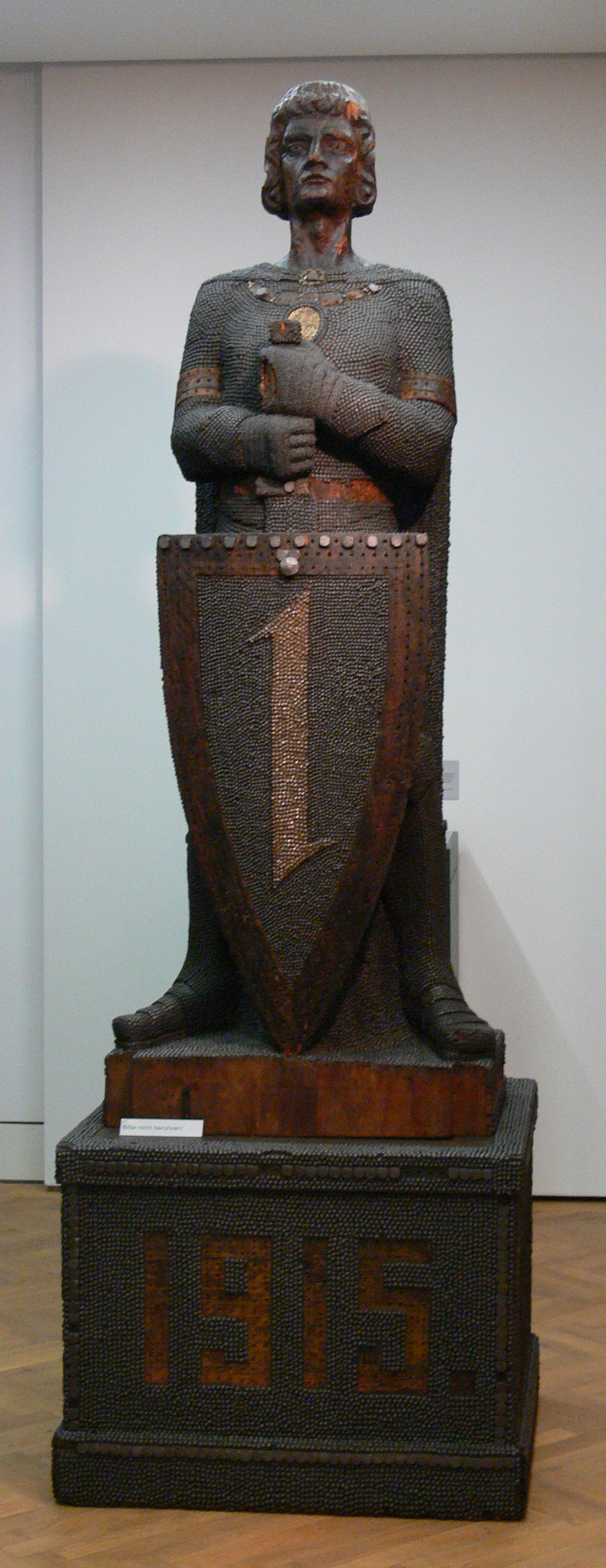
Bức tượng đinh "Roland Sắt của Mannheim", 1915

Đinh cũng được sử dụng để tạo tác nên những bức tượng gọi là Người đinh - một dạng phong trào gây quỹ thịnh hành ở Đức và Áo trong khoảng thời gian sau Thế chiến thứ nhất.

## Kích thước
Hầu hết các nước, trừ Mỹ, sử dũng hệ thống đo lường cho mô tả kích thước đinh. Với đinh có kích thước 50 x 3.0 nghĩa là đinh dài 50 mm (không bao gồm phần đầu) và 3 mm đường kính. Chiều dài được làm tròn với chỉ số mm gần nhất.
Ví dụ, bảng kích thước đinh ở Đức như sau:
| Chiều dài | Đường kính |
| mm        | mm         |
|           |            |
| 20        | 1.2        |
| 25        | 1.4        |
| 30        | 1.6        |
| 35        | 1.6        |
| 35        | 1.8        |
| 40        | 2.0        |
| 45        | 2.2        |
| 50        | 2.2        |
| 55        | 2.2        |
| 55        | 2.5        |
| 60        | 2.5        |
| 60        | 2.8        |
| 65        | 2.8        |
| 65        | 3.1        |
| 70        | 3.1        |
| 80        | 3.1        |
| 80        | 3.4        |
| 90        | 3.4        |
| 100       | 3.8        |
| 90        | 3.8        |
| 100       | 4.2        |
| 110       | 4.2        |
| 120       | 4.2        |
| 130       | 4.6        |
| 140       | 5.5        |
| 160       | 5.5        |
| 180       | 6.0        |
| 210       | 7.0        |

- Drahtstift mit Senkkopf (Stahl, DIN 1151)

### Kích thước kiểu đồng xu Mỹ
Ở Mỹ, chiều dài đinh được thiết kế bằng kích thước đồng xu bà viết thành số và tên viết d cho đồng xu.
| kích thước đồng xu | chiều dài (inches) | chiều dài (nearest mm) |
| ------------------ | ------------------ | ---------------------- |
| 2d                 | 1                  | 25                     |
| 3d                 | 1¼                 | 32                     |
| 4d                 | 1½                 | 38                     |
| 5d                 | 1¾                 | 44                     |
| 6d                 | 2                  | 51                     |
| 7d                 | 2¼                 | 57                     |
| 8d                 | 2½                 | 65                     |
| 9d                 | 2¾                 | 70                     |
| 10d                | 3                  | 76                     |
| 12d                | 3¼                 | 83                     |
| 16d                | 3½                 | 89                     |
| 20d                | 4                  | 102                    |
| 30d                | 4½                 | 115                    |
| 40d                | 5                  | 127                    |
| 50d                | 5½                 | 140                    |
| 60d                | 6                  | 152                    |